# ディソレーション・エンジェル
『ディソレーション・エンジェル』（原題：Desolation Angels）は、バッド・カンパニーが1979年に発表した5作目のアルバム。

## 解説
アルバムのジャケット・デザインはヒプノシスによる。バンドは本作で、キーボードを重視した音作りに挑戦した。音楽評論家のMike DeGagneは、allmusic.comにおいて「バッド・カンパニーの音楽は、前作よりもスムーズで洗練された雰囲気を帯びて、顕著な進歩を遂げた」と評している。
本作からのシングル「ロックン・ロール・ファンタジー」は全米13位、「ゴーン、ゴーン、ゴーン」は全米56位に達した。

## 収録曲
1. ロックン・ロール・ファンタジー - "Rock 'n' Roll Fantasy" (Paul Rodgers) - 3:20
2. クレイジー・サークル - "Crazy Circles" (P. Rodgers) - 3:32
3. ゴーン、ゴーン、ゴーン - "Gone, Gone, Gone" (Boz Burrell) - 3:50
4. イーヴル・ウィンド - "Evil Wind" (P. Rodgers) - 4:22
5. アーリー・イン・ザ・モーニング - "Early in the Morning" (P. Rodgers) - 5:45
6. ロンリー・フォー・ユア・ラヴ - "Lonely for Your Love" (Mick Ralphs) - 3:26
7. オー・アトランタ - "Oh, Atlanta" (M. Ralphs) - 4:08
8. テイク・ザ・タイム - "Take the Time" (M. Ralphs) - 4:14
9. リズム・マシーン - "Rhythm Machine" (Simon Kirke, B. Burrell) - 3:44
10. シー・ブリングス・ミー・ラヴ - "She Brings Me Love" (P. Rodgers) - 4:42

## カヴァー
- オー・アトランタ
  - アリソン・クラウス - 『Now That I've Found You: A Collection』（1995年）に収録。

## 参加ミュージシャン
- ポール・ロジャース - ボーカル 、ギター、ピアノ、キーボード
- ミック・ラルフス - ギター、キーボード
- ボズ・バレル - ベース
- サイモン・カーク - ドラムス

ゲスト・ミュージシャン
- ザ・ボーンズ - バッキング・ボーカル(on 10.)